# シエロ (ヘアカラー)
Cielo（シエロ）は、ヘアカラーリング剤メーカーのホーユーが製造・販売する、ミドルエイジの女性をターゲットにしたヘアカラーのブランド名である。2017年に発売20周年を迎えた。

## 概要
Cielo（シエロ）は1997年に発売された。商品名は「青空」を意味するスペイン語から採られた。

## 歴史
- 1997年（平成9年） - 「シエロ ヘアカラーフォーム」を発売。
- 1999年（平成11年） - 「シエロ ヘアカラークリーム」を発売。
- 2000年（平成12年） - 「シエロ ヘアカラーミルキー」を発売。
- 2004年（平成16年） - 「シエロ ヘアマニキュア」を発売。
- 2006年（平成18年） - 「シエロ ヘアカラークリーム」「シエロ ヘアカラーミルキー」をリニューアルし、「シエロ ヘアカラーEXクリーム」「シエロ ヘアカラーEXミルキー」を発売。
- 2008年（平成20年） - 「シエロ クリアヘアカラークリーム」を発売。
- 2009年（平成21年） - 「シエロ ヘアマニキュア」をリニューアル。「シエロ ムースカラー」を発売。
- 2011年（平成23年） - 「シエロ コーミングカバー」を発売。
- 2013年（平成25年） - 「シエロ カラートリートメント」を発売。
- 2017年（平成29年） - 「シエロ オイルインヘアマニキュア」「シエロ デザイニングカラー」を発売。
- 2021年（令和3年） - 「シエロ ワンデー白髪かくし」を発売。
- 2022年（令和4年） - 「シエロ カラートリートメント（全体用）」「シエロ カラートリートメント（リタッチ用）」を発売。

## 現在発売中の商品
- - シエロ ヘアカラーEX
  - シエロ ムースカラー
  - シエロ カラートリートメント
  - シエロ デザイニングカラー
  - シエロ ワンデー白髪かくし
  - シエロ オイルインヘアマニキュア

## かつて発売されていた商品
- シエロ ヘアカラーフォーム
- シエロ ヘアカラークリーム
- シエロ ヘアカラーミルキー
- シエロ クリアヘアカラークリーム
- シエロ ヘアマニキュア
- シエロ カラートリートメント
- シエロ コーミングカバー

## 現在のCM出演者
- 大塚寧々
- MEGUMI

## 過去のCM出演者
- 村上里佳子
- 江角マキコ
- 藤原紀香
- 山田優
- 栗山千明